# Asparagus confertus
Asparagus confertus — вид рослин із родини холодкових (Asparagaceae).

## Біоморфологічна характеристика
Це кущ до 100 см заввишки.

## Середовище проживання
Ареал: Капські провінції.